# 簡単なお仕事です。に応募してみた
『簡単なお仕事です。に応募してみた』（かんたんなおしごとです。におうぼしてみた）は、2019年7月23日から9月24日まで日本テレビほか（Huluでも配信）「シンドラ」で毎週火曜 0時59分 - 1時29分（月曜深夜）に放送されていたテレビドラマ。主演はSnow Man (ジャニーズJr.) の岩本照、ラウール、渡辺翔太、目黒蓮。テレビ番組のスクープ映像収録にまつわる10の「簡単なお仕事」を巡る3人の若者たちと謎のディレクターとの"ヤバ怖"な体験を描く。

## あらすじ
それは、××するだけで楽して稼げる「簡単な仕事」のはずだった。それぞれ初対面で事情も違う若者たち=早川優（サルサ）、柳圭一（トリハダ）、秋田若大（ワンちゃん）は、興味本位で「簡単なお仕事」に応募する。カメラが3人を取材しながら、怪しい仕事の実態を追跡していくことになるのだが、これがとんだ食わせ物になるとは、3人の若者たちのみならず担当の新米ディレクターの百本豪（モモ）も、この時はまだ知る由もなかった。

## キャスト
主人公
早川優/サルサ〈26〉
演 - 岩本照（Snow Man / ジャニーズJr.）
仕事と呼ばれる仕事には殆ど携わってきた強者。とにかくコスパ重視。費用対効果が良い仕事をすることをモットーとしている。
百本豪/モモ〈20〉
演 - ラウール（Snow Man / ジャニーズJr.）
怖いもの知らずで、謎の多いテレビ制作会社の新米ディレクター。
柳圭一/トリハダ〈27〉
演 - 渡辺翔太（Snow Man / ジャニーズJr.）
オカルト全般が好きな若者。その割には臆病な面が多々あり、その事実を隠すのに必死になっている。
秋田若大/ワンちゃん〈21〉
演 - 目黒蓮（Snow Man / ジャニーズJr.）
企画に参加する若者の中で最も貧乏と思われる大学生。ちょっと怖いことがあると逃げ出すというかなりの小心者。

### ゲスト
第1話
- 山西惇（最終話）

第2話
- 社長夫人（依頼主） - 銀粉蝶

第3話
- 依頼主 - 中村無何有

第4話
- レイコ（依頼主） - 大西礼芳
- タケシ - タイチ

第5話
- 新郎（依頼主） - 武田航平
- 阿部亮平(Snow Man)

第6話
- 住職（依頼主） - 八十田勇一

第7話
- 大河原（依頼主） - 九十九一
- 異世界の村の女性 - 小島藤子

第8話
- 老人-城後光義

第9話
- 木戸大聖
- 大西 - 多田野曜平（-最終話）

最終話
- 白衣の男 - 福士誠治

## スタッフ
- 監督 - 中尾浩之
- 脚本 - 高橋悠也
- 音楽 - 戸田信子、陣内一真
- 主題歌 - Snow Man「Make It Hot」[2]
- 編成企画 - 田中宏史、川口信洋
- 企画プロデューサー - 長松谷太郎
- チーフプロデューサー - 福士睦（池田健司から変更）
- プロデューサー - 松原浩、髙橋淳之介、平賀大介
- 制作プロダクション - P.I.C.S.
- 制作著作 - 日本テレビ、ジェイ・ストーム

## 放送日程
| 話数   | 放送日  | サブタイトル                       |
| ------ | ------- | ---------------------------------- |
| 第1話  | 7月23日 | 掃除するだけの簡単なお仕事です。   |
| 第2話  | 7月30日 | 並べるだけの簡単なお仕事です。     |
| 第3話  | 8月06日 | 運ぶだけの簡単なお仕事です。       |
| 第4話  | 8月13日 | 留守番するだけの簡単なお仕事です。 |
| 第5話  | 8月20日 | 食事するだけの簡単なお仕事です。   |
| 第6話  | 8月27日 | 電話するだけの簡単なお仕事です。   |
| 第7話  | 9月03日 | 写真を撮るだけの簡単なお仕事です。 |
| 第8話  | 9月10日 | 祝うだけの簡単なお仕事です。       |
| 第9話  | 9月17日 | 狩るだけの簡単なお仕事です。       |
| 最終話 | 9月24日 | 寝るだけの簡単なお仕事です。       |